# Bergach
Bergach ist ein Ortsteil von Schwaibach, einem Stadtteil von Gengenbach im Ortenaukreis in Baden-Württemberg.

## Geografie
Bergach liegt an einem Hang des vorderen Kinzigtals im Mittleren Schwarzwald südöstlich von Gengenbach. Durch Bergach fließt der Schelmenbach, welcher in die Kinzig mündet. In den Schelmenbach mündet der Schanzengraben. Der höchste Punkt ist mit 515 Metern das Rossgrabeneck und das Schänzle mit 460 Metern.

## Geschichte
Erstmals wurde Bergach 1482 als ab den Bergen erwähnt, 1667 dann als Berg und ab dem 19. Jahrhundert als Bergach. Bergach könnte die Nachfolgesiedlung des abgegangenen Hetzental sein. Als in den 1950er-Jahren die Hukla-Werke nach Gengenbach zogen, verzeichnete Bergach einen verstärkten Bau von Eigenheimen. Mit der Eingemeindung von Schwaibach am 1. November 1971 nach Gengenbach gehört auch Bergach zur Stadt Gengenbach.

## Kultur und Sehenswürdigkeiten

### Bauwerke
- Das Bildungs- und Freizeitzentrum Baden-Powell-Haus

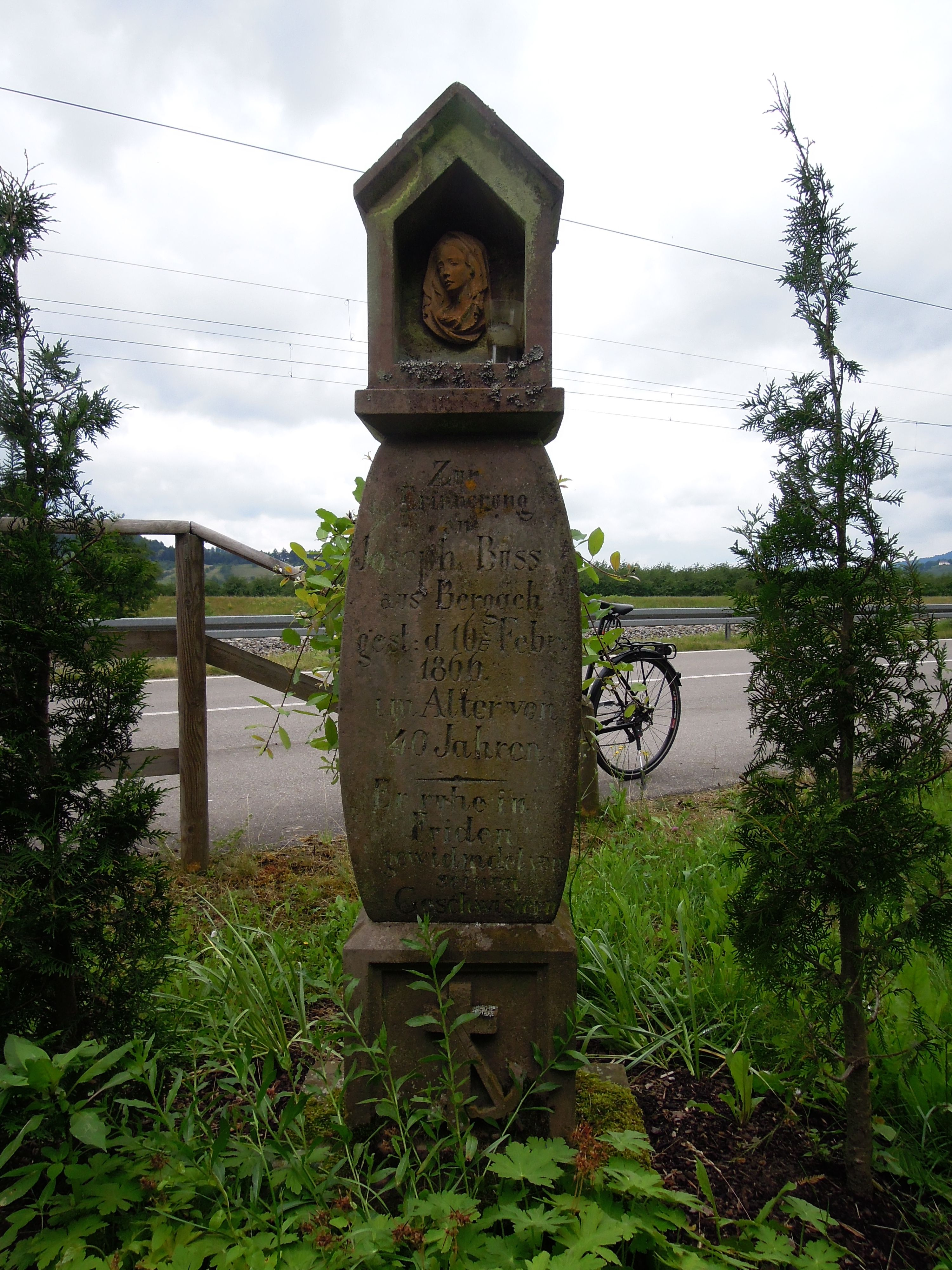
Bildstock in Bergach

- Bildstock in BergachReiterhof Schwarz, ein über 200 Jahre alter Hof[3]

### Regelmäßige Veranstaltungen
- Das Paulischanzfest der Bergler im Sommer auf der Paulischanz[4]

## Wirtschaft und Infrastruktur

### Wirtschaft
Im Süden des Dorfes befindet sich seit 1956 ein Steinbruch der Firm Uhl.

### Verkehr
Vor der Ortschaft führen die Kreisstraße 5336 und die Trasse der Schwarzwaldbahn durch. Durch Bergach fahren Schulbusse an das Schulzentrum in Gengenbach.

### Medien
Der Regisseur Jürgen Stumpfhaus drehte im Bergacher Steinbruch bereits einigen Szenen für seine Filme über Robinson Crusoe und Moby Dick.

## Persönlichkeiten
- Peter Reiff, Geschäftsführer von Reiff Medien, wohnt in Bergach
- Julia Lovell Hammad, Ortsvorsteherin von Schwaibach, wohnt in Bergach